# Peaceville Records
Peaceville Records est un label indépendant britannique de heavy metal.

## Histoire
esLe label est fondé en 1987 par Paul « Hammy » Halmshaw (des groupes Instigators (en) et Civilised Society) à Dewsbury, Angleterre, en 1987, et qui fut également batteur au groupe Sore Throat. À l'origine créé en tant que label spécialisé dans les bandes magnétiques axées anarcho-punk, il se spécialise ensuite dans le crust et des formes similaires de heavy metal influencé par le punk hardcore britannique. Halmshaw débute dans la direction du label en 1988. Le label est célèbre pour son lien avec le doom metal et la scène crust punk anglais des années 1980. Les sous-labels Deaf et Dreamtime se concentrent plus sur le thrash metal (Deaf) et l'electronica psychédélique (Dreamtime). Cependant, les groupes Autopsy, Darkthrone, My Dying Bride, Anathema, Opeth, Katatonia et Paradise Lost - connus sous le nom de Peaceville Stable - incarnent les traits les plus reconnaissables du label depuis les années 1990.
En novembre 2006, après 25 ans, Halmshaw annonce son départ et celui de la co-manager Lisa Halmshaw du label pour se concentrer sur de nouveaux projets. En avril 2010, le label signe le groupe Cradle of Filth.

## Groupes et artistes

### Actuels
- Abscess
- Aura Noir
- Bloodbath
- Cradle of Filth[2]
- Darkthrone
- Gallhammer
- Katatonia
- Madder Mortem
- My Dying Bride
- Novembre
- Pentagram
- Porcupine Tree
- The Provenance

### Anciens
- Accidental Suicide
- Acrimony
- Agathocles
- Akercocke
- Anathema
- Atavistic
- At the Gates
- Autopsy
- Axegrinder
- Banished
- Baphomet
- Behemoth
- Blackstar
- The Blood Divine
- Chumbawamba
- Deviated Instinct
- Dominion
- Doom
- Drudge
- Electro Hippies
- G.G.F.H.
- Gold, Frankincense and Disk-Drive
- Isengard
- Kong
- Lid
- Morta Skuld
- Opeth
- Paradise Lost
- Pitchshifter
- Prophecy of Doom
- Ship of Fools
- Sonic Violence
- Therion
- Thine
- Vital Remains

## Compilations
- A Vile Peace (1987)
- Vile Vibes (1990)
- Peaceville Volume 4 (1992)
- The Best of Peaceville (1995)
- Autumn Sampler '95 (1995)
- Under the Sign of the Sacred Star (1996)
- Peaceville X (1998)
- Peaceville Classic Cuts (2001)
- Peaceville Sampler 2002 (2002)
- New Dark Classics (2006)
- Metal Hammer (2006)
- 21 Years Of Doom, Death & Darkness (2008)